# Stary cmentarz żydowski w Ciechanowie
Stary cmentarz żydowski w Ciechanowie – znajdował się w rejonie ulic Pułtuskiej, Nadfosnej i ul. 11 Pułku Ułanów Legionowych - naprzeciwko synagogi. Powstał około 1797. Podczas II wojny światowej Niemcy zdewastowali cmentarz. Macewy zostały użyte do wybrukowania chodników w mieście. Obecnie w miejscu cmentarza znajduje się zabudowa mieszkalna.